# Dødningehovedabe
Dødningenhovedaben (Saimiri sciureus) er en sydamerikansk abeart i slægten dødningehovedaber. Den lever naturligt i skove i Bolivia, Brasilien og Peru. Kropslængden er fra 25 til 37 centimeter og den har en 37 til 43 cm lang hale. Hanner kan veje op til 1 kg, mens hunner opnår en maksimal vægt på 0,75 kg. Den har kort tæt pels i enten grå- eller olivengrøn, mens hoved, underarme, hænder og fødder er orangegule. Ansigtet er hvidt, mens hætten er sort.
Dødningehovedaben lever naturligt i grupper på 45-75 og ernærer sig primært fra insekter og frugter, men kosten kan variere afhængig af årstiden. Den bruger størstedelen af dagen på at jage insekter (op til 50 %) og ca. 10 % på frugt. Derudover spiser den også andre plantedele som blade, blomster og i mindre omfang også æg og små hvirveldyr.